# Сулаквелидзе, Аполон Алмасханович
Аполон Алмасханович Сулаквелидзе (груз. აპოლონ ალმასხანის ძე სულაქველიძე, 1871 — 1936) — грузинский политик, член Учредительного собрания Грузии (1919—1921).

## Биография
Родился в крестьянской семье. Окончил два класса сельской школы. С 1905 года член Российской социал-демократической рабочей партии, работал в Имеретинском комитете партии с Ноэ Рамишвили и Рафаэлем Чихладзе.
Участник революции 1905 года.
В 1906 году, в начале реакции, после карательной операции Алиханова, отказался от политической деятельности и занялся сельским хозяйством.
С 1918 года снова участвовал в съездах социал-демократической партии и, будучи старым рабочим, был выдвинут кандидатом  и 12 марта 1919 года избран членом Учредительного собрания Республики Грузия в списке Социал-демократической партии Грузии; был членом аграрной комиссии.
В январе 1921 года вместе с другими 11 членами грузинской социал-демократической рабочей партии организовал оппозиционную группу под названием «Схиви» («Луч»), которая критиковала социал-демократов за нарушение идеологических принципов, провальный курс государственного управления и ослабление внутренней демократии в партии.
После советизации Грузии остался в Грузии и присоединился к движению сопротивления.
Жил и занимался фермерством в своей родной деревне.
12 мая 1923 года был арестован Чрезвычайной комиссии Грузинской ССР. 15 августа 1923 года бывшие депутаты Учредительного собрания — Ермолай Каладзе и Аполон Сулаквелидзе заявили в прессе, что они давно отошли от Социал-демократической партии Грузии и дали положительную оценку движению «бывших меньшевиков».
Через несколько недель после этого заявления был освобожден из-под стражи.
В последующие годы жил и работал в родной деревне.
Был арестован вторично в начале 1930-х годов по обвинению в «троцкизме».